# بنك كريديت موتويل
بنك كريدي موتويل هي مجموعة مصرفية تعاونية فرنسية، وهي واحدة من أكبر خمسة بنوك في البلاد في فرنسا ولديها أكثر من 30 مليون عميل. تعود أصولها إلى الحركة التعاونية الألمانية المستوحاة من فريدريش فيلهلم رايفايزن في الألزاس واللورين تحت الحكم الألماني في ثمانينيات القرن التاسع عشر. كان بنك كريدي موتويل عضوًا في اتحاد رايفايزن الدولي (IRU).
تم تصنيف بنك كريديت موتويل كمؤسسة هامة منذ دخول الإشراف المصرفي الأوروبي حيز التنفيذ في أواخر عام 2014، ونتيجة لذلك يخضع للإشراف المباشر من قبل البنك المركزي الأوروبي .